# Стамболцян, Рафаел Паруйрович
Рафаел (Рафаэль) Паруйрович Стамболцян (арм. Ռաֆայել Պարույրի Ստամբոլցյան; 22 июля 1922, Эривань — 9 июля 2012, Ереван) — советский и армянский кардиолог, доктор медицинских наук, профессор, член-корреспондент АН АрмССР (1973), действительный член АН Армении (1994). Ректор Ереванского государственного медицинского института (1972—1987). Лауреат Государственной премии Армянской ССР. Основоположник армянской кардиологической научной школы.

## Биография
Родился 25 июля 1922 в Ереване, Армянской ССР.
С 1941 по 1946 год обучался в Ереванском государственном медицинском институте.
С 1946 года на научно-педагогической работе в Ереванском государственном медицинском институте в должностях: с 1946 по 1963 год — клинический ординатор, ассистент и доцент, с 1963 по 1972 год — организатор и первый заведующий кафедрой пропедевтики внутренних заболеваний. С 1972 по 1987 год — ректор этого института и одновременно профессор, организатор и первый заведующий кафедры внутренних заболеваний.
С 1987 года на научной и клинической работе в Армянской республиканской больницы в качестве профессора, одновременно являлся — председателем экспертной комиссии по медицине при Совете Министров АрмССР — Армении.

### Научно-педагогическая деятельность и вклад в науку
Основная научно-педагогическая деятельность Р. П. Стамболцяна была связана с вопросами в области медицинской кардиологии, занимался исследованиями в области лечебного сна, динамической и интегральной компьютерной электрокардиологии. Под его руководством был внедрён метод диагностической электрокардиографии, который был внедрён в практику для определения особенности течения, профилактики и лечения инфаркта миокарда. Р. П. Стамболцян являлся основателем электрокардиографической службы в Армянской ССР. Р. П. Стамболцян являлся — действительным членом Международной академии «Арарат» в Париже.
В 1948 году защитил кандидатскую диссертацию, в 1962 году защитил докторскую диссертацию на соискание учёной степени доктор медицинских наук. В 1964 году ему присвоено учёное звание профессор. В 1973 году был избран член-корреспондентом АН АрмССР, в 1994 году — действительным членом НАН Армении. Р. П. Стамболцяном было написано более двухсот научных работ, в том числе семи монографий, в том числе таких как: «О методике лечения язвенной болезни сном» и «Клиническая электрокардиография» (1953), «Планиметрический метод количественного анализа электрокардиограмм» (1981).

## Основные труды
- Планиметрический метод количественного анализа электрокардиограммы / Р. П. Стамболцян, Л. М. Михаелянц; Под ред. К. А. Кяндаряна. — Ереван : Аиастан, 1981. — 274 с.
- Учебно-методический комплекс первичной специализации по терапии : Учеб.-метод. пособие для студентов вузов / В. М. Арутюнян, Р. П. Стамболцян, Л. К. Шушанян; Респ. Армения. М-во здравоохранения. Ереван. гос. мед. ун-т им. М. Гераци. Каф. внутр. болезней № 2. — Ереван, 1998. — 42 с[3]

## Награды и премии
- Орден Отечественной войны II степени
- Орден «Знак Почёта»
- Медаль Мхитара Гераци
- Государственная премия Армянской ССР
- Медаль имени С. П. Боткина АМН СССР[1][4]